# Åkertörel
Åkertörel (Euphorbia falcata) är en törelväxtart som beskrevs av Carl von Linné. Enligt Catalogue of Life ingår Åkertörel i släktet törlar och familjen törelväxter, men enligt Dyntaxa är tillhörigheten istället släktet törlar och familjen törelväxter. Arten förekommer tillfälligt i Sverige, men reproducerar sig inte.

## Underarter
Arten delas in i följande underarter:
- E. f. falcata
- E. f. macrostegia
- E. f. galilaea

## Bildgalleri

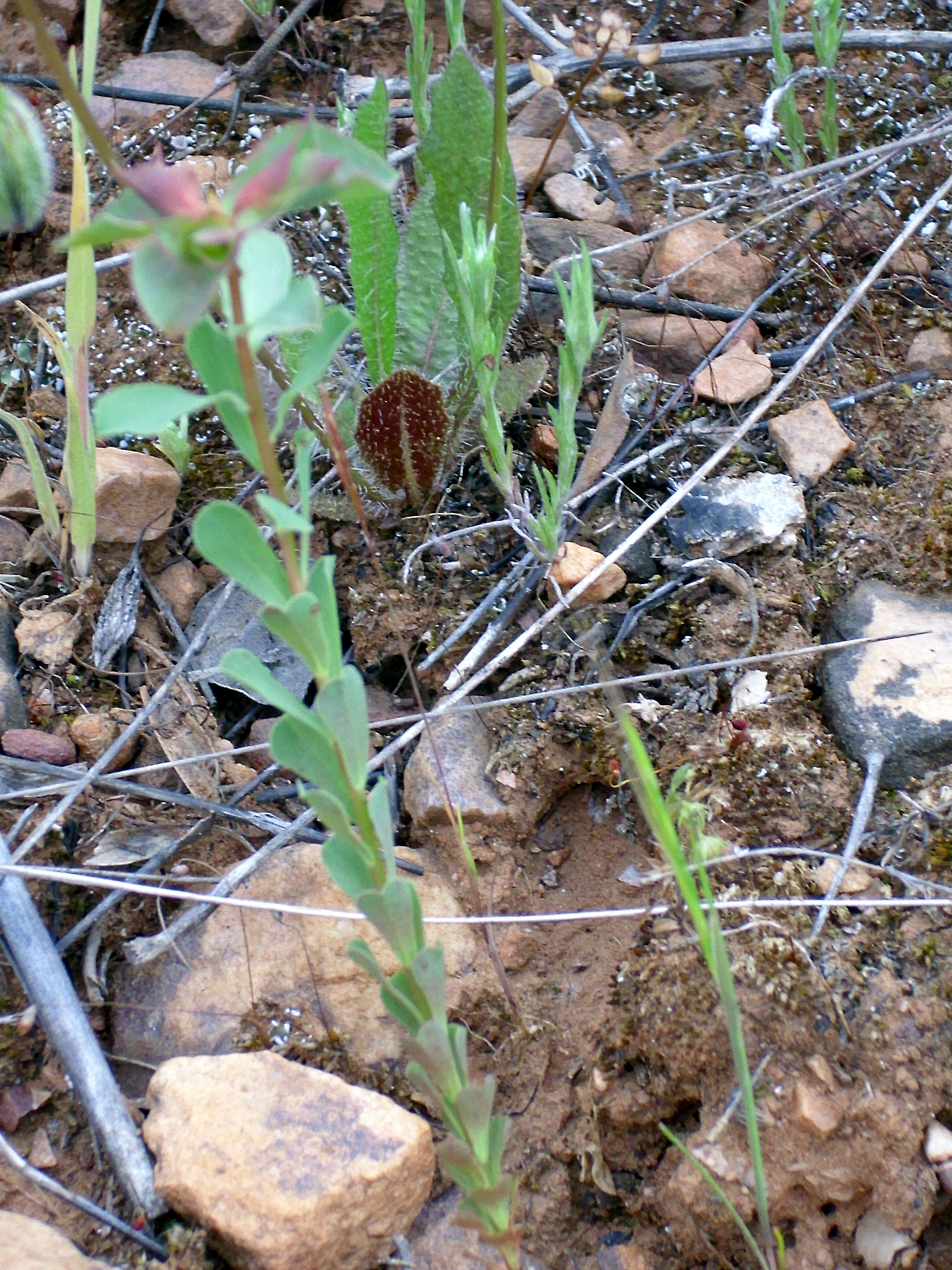
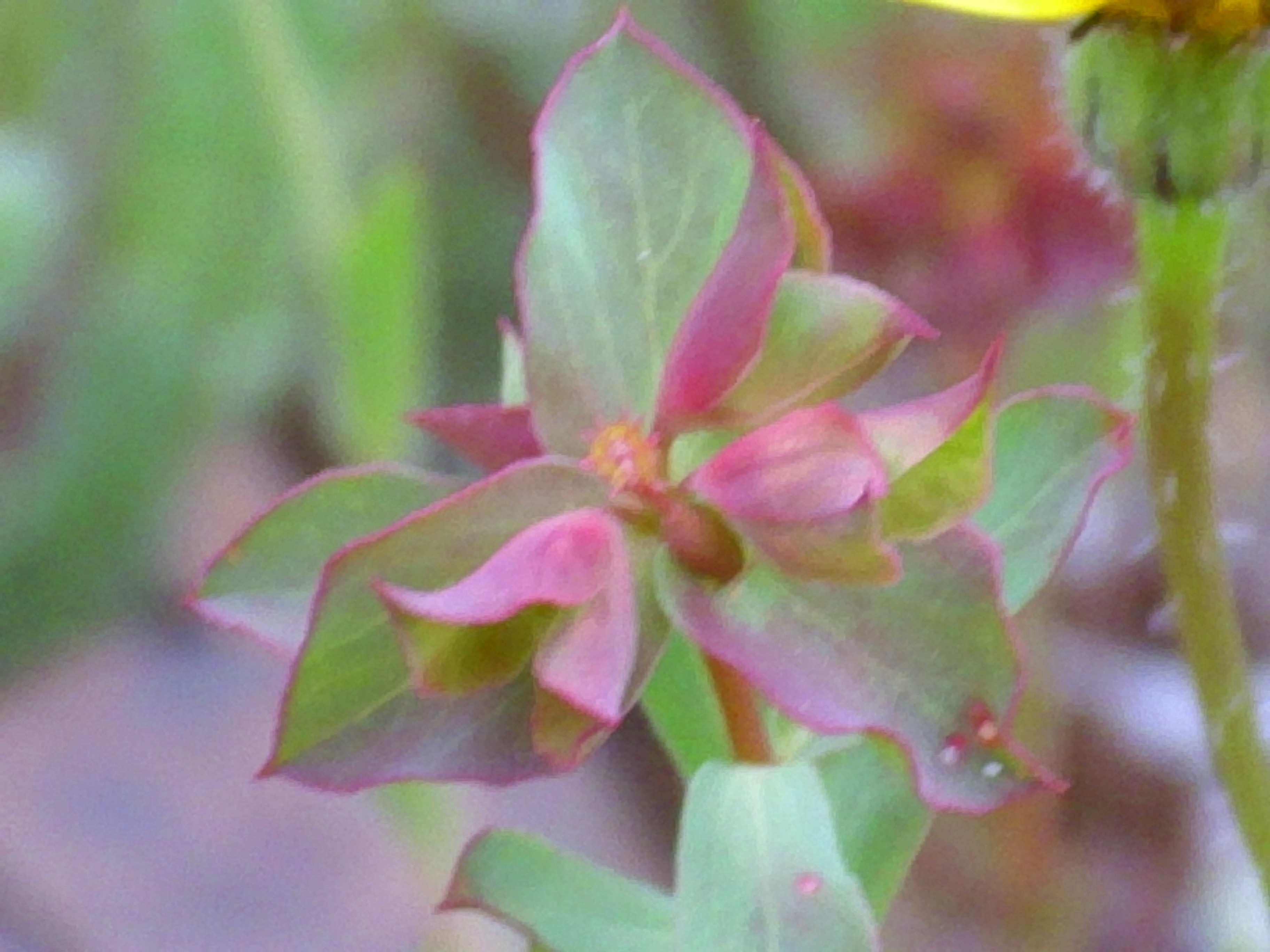
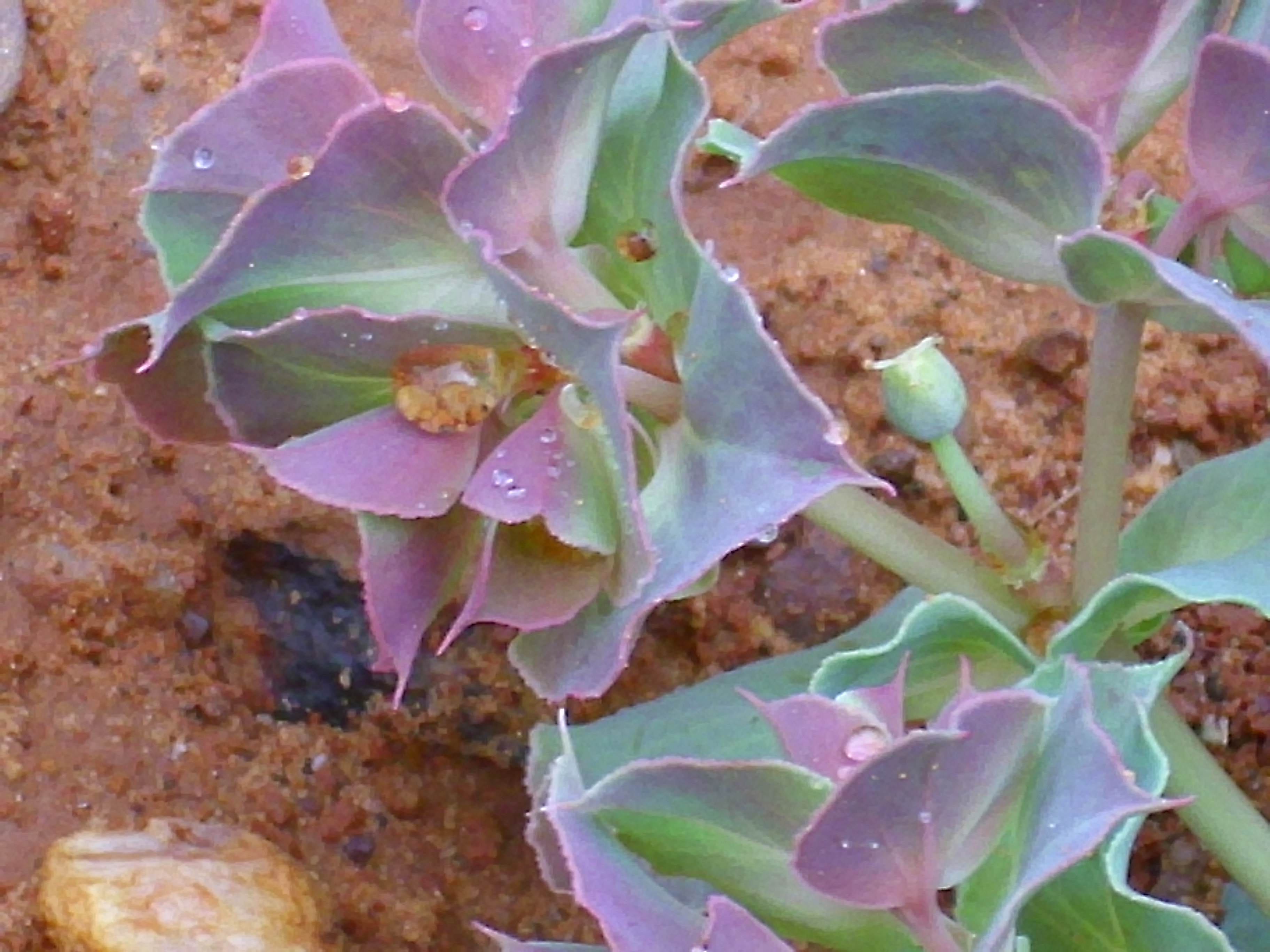